# Thomas Pollan
Thomas Pollan (* 1971) ist ein deutschsprachiger Autor.
Er studierte an der Universität Wien, dem Europa-Kolleg Hamburg, der New York University und der Harvard University. Seit dem Jahr 2000 arbeitete er in verschiedenen Funktionen für die UNO. Im Jahr 2011 veröffentlichte der Salis Verlag seinen Thriller mit dem Titel Die Strafe Gottes. Bis zu diesem Zeitpunkt hat Pollan vor allem zu außenpolitischen Themen veröffentlicht und ist unter anderem von 2005 bis 2009 als einer der Autoren des World Investment Report der UNCTAD in Erscheinung getreten. Pollan war Landessprecher von NEOS X – Das 10. Bundesland, die Auslandsösterreichergruppe von NEOS – Das Neue Österreich und Liberales Forum, einer österreichischen Partei. Pollan ist ein Enkel des ehemaligen Präsidialchefs des österreichischen Bundesministeriums für Justiz, Paul Pollan. 

## Werke
- Die Strafe Gottes. Thriller. Salis Verlag, Zürich 2011, ISBN 978-3-905801-43-9
- Legal Framework for the Admission of FDI. Eleven International Publishing, Den Haag 2006, ISBN 978-90-77596-15-9.
- Globalization of R&D and developing countries. UNCTAD, Geneva 2005 (Fredriksson, Kalotay, Pollan eds.), ISBN 92-1-112694-0
- European Interests: A 2020 Vision of the Union's Foreign and Security Policy. Nomos 2004, ISBN 978-3-8329-1105-8 (gemeinsam mit Guido Houben)